# هيكتور غارسيا غارسيا
هيكتور غارسيا غارسيا (بالإسبانية: Héctor García García)‏ هو سياسي مكسيكي، ولد في 3 مايو 1963 في غوادالوبي، نويفو ليون في المكسيك. حزبياً، نشط في الحزب الثوري المؤسساتي. وقد انتخب عضو مجلس النواب المكسيك.